# Christifideles laici
Christifideles laici es una exhortación apostólica post sinodal del papa Juan Pablo II, firmada en Roma el 30 de diciembre de 1988. Es un resumen de la enseñanza que surgió del sínodo de obispos de 1987 sobre la vocación y la misión de los laicos en la iglesia y el mundo.

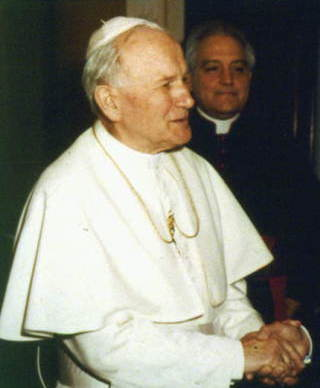
Juan Pablo II en 1988.

El objetivo del documento es indicar el papel de la participación de laicos en la sociedad humana. "Esta Exhortación pretende estimular y promover una conciencia más profunda entre todos los fieles del don y la responsabilidad que comparten, como grupo y como individuos, en la comunión y la misión de la Iglesia".